# Joseph Nérette
Joseph Nemours Pierre-Louis (Port-au-Prince, 9 aprile 1924 – Port-au-Prince, 29 aprile 2007) è stato un giudice e politico haitiano, presidente ad interim di Haiti dal 1991 al 1992, parte di un periodo in cui la vera autorità politica spettava alla giunta militare guidata da Raoul Cédras e Michel François.
Nérette si è laureato in giurisprudenza nel 1950. Ha servito come sostituto procuratore a Port-au-Prince dal 1971 al 1978. È stato giudice della corte d'appello dal 1978 al 1988, quando è stato nominato alla Corte suprema di Haiti da un governo militare.
Morì di cancro ai polmoni a Port-au-Prince il 29 aprile 2007, all'età di 83 anni.